# 全球父母节
全球父母節（英文：Parents' Day）或全球雙親節是大韩民国（在5月8日）和美國（在7月第四個星期日）慶祝的節日。大韩民国的父母節是在1973年開始取代了先前在5月8日慶祝的母親節。美國在1994年比爾·克林頓總統時成立該節日。而聯合國在2012年宣佈6月1日為“全球父母日”，以紀念父母對子女的承諾。在菲律賓，雖然沒有嚴格遵守或慶祝，但每年十二月的第一個星期一都被宣佈為父母節。 

## 全球
聯合國宣布6月1日為全球父母節，“為了感謝世界各地的所有父母對兒童的無私奉獻和為培養這種關係而作出的終身犧牲”。這一天也是國際兒童節。

## 美國
在美國，父母節在7月的第四個星期日慶祝。這是在1994年成立的，當時的比爾·克林頓總統簽署國會決議案成為法律(美國法典第36编 § 第135節)“承認，提升和支持父母在養育子女方面的作用”。這項法案是由共和黨參議員特倫特·洛特倡議的，它得到了統一教會成員的支持。該教會也慶祝了一個名為父母節的節日，儘管它在不同的日期。父母節在整個美國都會慶祝。

## 大韩民国
在韓國，父母節(韓語： Eobeoinal)每年在5月8日舉行。父母節是由公眾和政府共同慶祝的。家庭活動集中在父母身上，流行的行為有給父母康乃馨。公共活動由衛生和福利部領導，包括公共慶祝活動和頒獎典禮。
父母節的起源可以追溯到20世紀30年代。從1930年開始，一些基督教社區開始慶祝母親節或父母節。這一傳統與韓國傳統的儒教文化相結合，最終形成母親節。1956年，韓國國務院將5月8日定為母親節。然而，有關父親節的問題引起了討論。1973年3月30日，根據總統令6615，5月8日被確定為父母節。當父母節初步成立時，整一周包括第八天被定為尊敬長者的一周，但在五月份尊重長者的規定在1997年被取消，而十月成為尊重長者的月份。

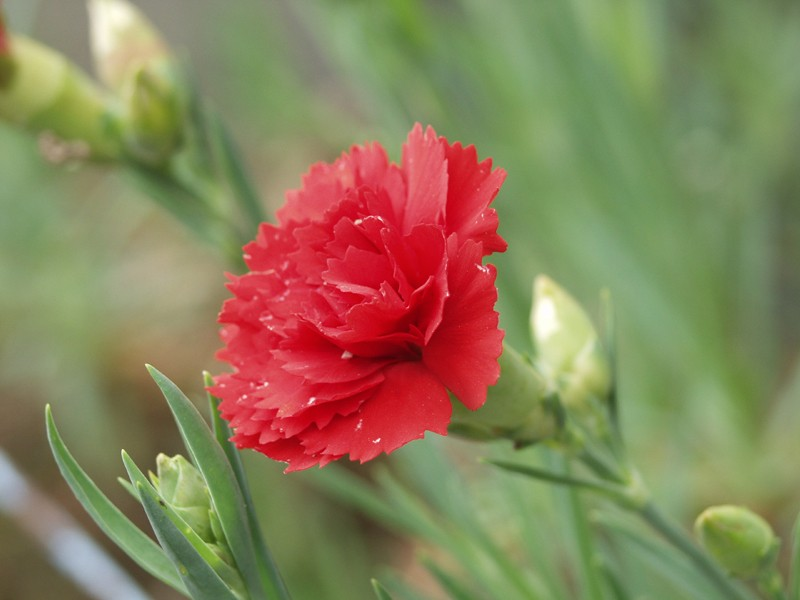
石竹，俗稱康乃馨，象徵著父母節的花朵。在南韓，由兒童在慶祝父母節時送給父母。

## 菲律賓
母親節傳統上是在12月的第一個星期一慶祝。在這一天，孩子們將粉紅色的珊瑚藤（cadena de amor）放在胸前。母親去世了的孩子則放置白色的cadena de amor。 
1921年，作為對女性俱樂部伊羅戈北部聯合會呼籲的回應，第33號通知確定每年12月的第一個星期一為母親節。在菲律賓聯邦政府期間，當時的奎松總統發布了第213號公告（页面存档备份，存于）。1937年宣布將母親節定為父母節。這是由於發現認為為父親節而設定一個特殊的日期並不可取的請願書，因為已經設定了許多節日，並且認為同時慶祝母親節和父親節，而不是分開慶祝更合適。1980年，公告宣布12月的第一個星期天和第一個星期一分別為父親節和母親節。1988年，發布的總統宣言是在大多數菲律賓人都熟悉的國際父親節和母親節慶祝活動之後舉行的。然而，當時埃斯特拉達總統試圖通過1998年第58號公告（页面存档备份，存于）重振傳統。

## 外部連結
- White House press release proclaiming Sunday, July 23, 2006 as Parents' Day
- http://www.theparentsday.com/（页面存档备份，存于）